# SN 1976D
SN 1976D – supernowa typu Ia odkryta 25 sierpnia 1976 roku w galaktyce NGC 5427. W momencie odkrycia miała maksymalną jasność 14,50m.